# EH Большой Медведицы
EH Большой Медведицы (лат. EH Ursae Majoris), HD 121297 — одиночная переменная звезда в созвездии Большой Медведицы на расстоянии приблизительно 1127 световых лет (около 346 парсеков) от Солнца. Видимая звёздная величина звезды — от +6,87m до +6,69m.

## Характеристики
EH Большой Медведицы — красная пульсирующая медленная неправильная переменная звезда (LB) спектрального класса Mb.